# Marie des Isles
Pour plus de détails, voir Fiche technique et Distribution.
Marie des Isles est un film franco-italien réalisé par Georges Combret, sorti en 1960.

## Fiche technique
- Titre : Marie des Isles
- Réalisation : Georges Combret
- Scénario : Georges Combret et Pierre Maudru, d'après le roman de Robert Gaillard
- Photographie : Pierre Petit
- Décors : Jean-Paul Coutan-Laboureur
- Musique : Georges Van Parys
- Montage : Louis Devaivre
- Photographe de plateau : Léo Mirkine
- Sociétés de production : Radius Productions - Tibre Films
- Couleurs eastmancolor
- Pays d'origine :  France -  Italie
- Durée : 100 minutes
- Date de sortie : 15 janvier 1960

## Distribution
- Belinda Lee : Marie Bonnard
- Alain Saury : Jacques
- Dario Moreno : Desmarais
- Magali Noël : Julie
- Noël Roquevert : Barracuda
- Alexandre Rignault : Bonnard
- Philippe Hersent : Baillardel
- Jacques Castelot : le comte Cheneau de Saint-André
- Folco Lulli : le capitaine Le Fort
- Jean Tissier : le père jésuite Hampteau
- Charles Bouillaud : un excité
- Jean Clarieux : le moine
- Luciano Benetti : La Perrière
- Jacqueline Porel